# David Zogg
David Zogg (ur. 18 grudnia 1902 w Azmoos, zm. 26 lipca 1977 w Arosie) – szwajcarski narciarz alpejski i klasyczny, 7-krotny medalista mistrzostw świata w narciarstwie alpejskim.

## Kariera
Brał udział w igrzyskach olimpijskich w Sankt Moritz w 1928 roku, gdzie zajął 16. miejsce w kombinacji norweskiej. Rok później zwyciężył w zjeździe na zawodach Arlberg-Kandahar w St. Anton am Arlberg. W latach 1929, 1930, 1931 i 1934 triumfował w zawodach Parsenn Derby w Davos.
W 1931 roku został pierwszym w historii mistrzem świata w slalomie, wygrywając rywalizację podczas mistrzostw świata w Mürren. W zawodach tych wyprzedził Austriaka Antona Seelosa i Niemca Friedla Däubera. Na rozgrywanych rok później mistrzostwach świata w Cortina d'Ampezzo zajął drugie miejsce w zjeździe. Rozdzielił tam na podium Austriaka Gustava Lantschnera i kolejnego Szwajcara, Otto Furrera. Wynik ten powtórzył podczas mistrzostw świata w Innsbrucku w 1933 roku. Tym razem uplasował się między swym rodakiem, Walterem Pragerem i Austriakiem Hansem Hauserem. Na tych samych mistrzostwach był też między innymi czwarty w kombinacji, przegrywając walkę o podium z Furrerem. Najlepsze wyniki osiągnął na mistrzostwach świata w Sankt Moritz w 1934 roku, gdzie zdobył trzy medale. Zwyciężył w zjeździe i kombinacji, a w slalomie był drugi, przegrywając tylko z Niemcem Franzem Pfnürem. Ostatni medal zdobył podczas mistrzostw świata w Mürren. Zajął tam drugie miejsce w slalomie, za Antonem Seelosem i przed Austriakiem Friedlem Pfeiferem.
Zogg wystąpił w paru filmach, między innymi w Burzy nad Mont Blanc Arnolda Fancka.
Był także czterokrotnym mistrzem Szwajcarii: w zjeździe w latach 1929, 1930 i 1934 oraz w kombinacji alpejskiej w 1931 roku. W lipcu 1939 roku wspólnie z André Rochem, Fritzem Steurim dokonał pierwszego wejścia na Dunagiri (7066 m) w Himalajach.
Jego starszy brat Florian również wystąpił na zimowych igrzyskach olimpijskich w 1928, w biegu na 18 kilometrów.

## Osiągnięcia w narciarstwie alpejskim

### Mistrzostwa świata
| Miejsce | Dzień     | Rok  | Miejscowość       | Konkurencja | Czas biegu | Strata     | Zwycięzca         |
| ------- | --------- | ---- | ----------------- | ----------- | ---------- | ---------- | ----------------- |
| 10.     | 20 lutego | 1931 | Mürren            | Zjazd       | 1:56,2     | +58,8      | Walter Prager     |
| 1.      | 23 lutego | 1931 | Mürren            | Slalom      | 0:54,6     | -          | -                 |
| 2.      | 4 lutego  | 1932 | Cortina d’Ampezzo | Zjazd       | 5:10,0     | +02,6      | Gustav Lantschner |
| 12.     | 6 lutego  | 1932 | Cortina d’Ampezzo | Slalom      | 1:26,1     | +14,3      | Friedl Däuber     |
| 6.      | 6 lutego  | 1932 | Cortina d’Ampezzo | Kombinacja  | 97,555 pkt | -5,090     | Otto Furrer       |
| 2.      | 8 lutego  | 1933 | Innsbruck         | Zjazd       | 5:07,0     | +01,02     | Walter Prager     |
| 10.     | 9 lutego  | 1933 | Innsbruck         | Slalom      | 2:29,9     | +24,9      | Anton Seelos      |
| 4.      | 9 lutego  | 1933 | Innsbruck         | Kombinacja  | 96,150 pkt | +3,465 pkt | Anton Seelos      |
| 1.      | 15 lutego | 1934 | Sankt Moritz      | Zjazd       | 4:27,2     | -          | -                 |
| 2.      | 17 lutego | 1934 | Sankt Moritz      | Slalom      | 1:49,0     | +01,7      | Franz Pfnür       |
| 1.      | 17 lutego | 1934 | Sankt Moritz      | Kombinacja  | 99,23 pkt  | -          | -                 |
| 2.      | 24 lutego | 1935 | Mürren            | Slalom      | 1:46,1     | +05,0      | Anton Seelos      |
| 20.     | 25 lutego | 1935 | Mürren            | Zjazd       | 3:30,4     | +26,4      | Franz Zingerle    |
| 8.      | 25 lutego | 1935 | Mürren            | Kombinacja  | 96,63 pkt  | +4,48 pkt  | Anton Seelos      |

## Osiągnięcia w narciarstwie klasycznym

### Igrzyska olimpijskie
| Miejsce | Dzień     | Rok  | Miejscowość  | Konkurencja         | Wynik      | Strata     | Zwycięzca            |
| ------- | --------- | ---- | ------------ | ------------------- | ---------- | ---------- | -------------------- |
| 16.     | 18 lutego | 1928 | Sankt Moritz | Kombinacja norweska | 17,833 pkt | -5,927 pkt | Johan Grøttumsbråten |